# Nicola Hümpel
Nicola Hümpel (* 21. Juli 1967 in Lübeck) ist eine deutsche Theater- und Opernregisseurin. Gemeinsam mit ihrem Lebensgefährten Oliver Proske gründete sie das Berliner Musiktheater-Ensemble Nico and the Navigators.

## Ausbildung
Nicola Hümpel besuchte die Musikklasse des Johanneum zu Lübeck und studierte anschließend Industriedesign an der Hochschule für Bildende Künste Hamburg bei Peter Raacke und Ann Wolff. Ergänzend belegte sie Bühnenbild-Seminare bei Wilfried Minks sowie Dramaturgie-Seminare bei Udo Pillokat. 1990 nahm sie an der Bühnenklasse am Bauhaus Dessau teil und setzte sich dort unter anderem mit der Arbeit des Regisseurs Achim Freyer und des Theaterwissenschaftlers Peter Simhandl auseinander. Im selben Jahr entstanden erste Videoinstallationen und Performances in Hamburg.
Nach ihrem Diplom 1995 inszenierte sie erste eigene Stücke, darunter DenkVorGang (1996) und Ich war auch schon einmal in Amerika (1997) im ehemaligen Arbeitsamt von Walter Gropius in Dessau.

## Künstlerischer Werdegang
1998 gründete sie gemeinsam mit Oliver Proske das Ensemble Nico and the Navigators am Bauhaus Dessau. Seit 1999 ist die Kompanie in Berlin ansässig, nach einer Zeit an den Sophiensälen seit 2006 im Radialsystem. Mit der Produktion Eggs on Earth (2000), die für das Berliner Theatertreffen und den Friedrich-Luft-Preis nominiert wurde, gelang der internationale Durchbruch.
Das Ensemble ist für interdisziplinäre Inszenierungen zwischen Musiktheater, Schauspiel, Tanz, Bildender Kunst und digitalen Medien, wie KI-gesteuerter Videotechnologie und Augmented Reality, bekannt.
Seit 2006 realisierte N. Hümpel mit ihrer Gruppe Musiktheater-Produktionen mit Werken u. a. von John Adams, Johann Sebastian Bach, Ludwig van Beethoven, Philippe Boesmans, Georg Friedrich Händel, Leoš Janáček, György Kurtág, György Ligeti, Gustav Mahler, Giacomo Puccini, Gioachino Rossini, Fausto Romitelli, Franz Schubert und Heinrich Schütz. Ihr Ensemble gehört zu den renommiertesten Musiktheaterkompanien in Europa.
Gastspiele führten sie mit ihrem Ensemble an zahlreiche Bühnen und Festivals im In- und Ausland, darunter Beriner Philharmonie, Bregenzer Festspiele, Deutsche Oper Berlin, Dom Musiki Moskau, Elbphilharmonie Hamburg, Grand Théâtre de la Ville de Luxembourg, Händel-Festspiele Halle, Münchner Kammerspiele, Kampnagel Hamburg, Konzerthaus Berlin, Kunstfest Weimar, Opéra Comique, Opéra de Rouen, Palais des Beaux-Arts de Bruxelles, Residenztheater München, Münchener Biennale, Schwetzinger SWR Festspiele, Shanghai Concert Hall, Staatsoper Hannover, Staatsoper Stuttgart, UIMT Festival Korea und Wiener Festwochen.
Für ihre Arbeit wurde Hümpel mehrfach ausgezeichnet, unter anderem mit dem George-Tabori-Preis (2011) und dem Konrad-Wolf-Preis der Akademie der Künste (2016).
Ihre Operninszenierungen Reigen (Staatsoper Stuttgart, 2016) und Der Barbier von Sevilla (Staatsoper Hannover, 2020) wurden von der Fachpresse als wesentliche Beiträge zur jeweiligen Auszeichnung der Häuser als Opernhaus des Jahres hervorgehoben.
Ihre von ZDF/Arte aufgezeichnete Produktion Force & Freedom (2021, in Zusammenarbeit mit dem Kuss Quartett) wurde für den Musikpreis Opus Klassik nominiert.
Mit der politischen Farce Ein Volksbürger (2024), basierend auf einem Text des Verfassungsrechtlers Maximilian Steinbeis und Recherchen seines Verfassungsblogs, bespielte ihr Ensemble anlässlich des 75-jährigen Jubiläums des Vereins der Hauptstadtjournalisten erstmals das Haus der Bundespressekonferenz als Aufführungsort. Die Inszenierung mit Fabian Hinrichs in der Hauptrolle wurde auf Youtube sowie in der ZDF/Arte-Mediathek veröffentlicht, in sechs Sprachen übertitelt und verzeichnete bis 2025 über 240000 Aufrufe. Ein Volksbürger wurde im selben Jahr für das Berliner Theatertreffen sowie den Friedrich-Luft-Preis nominiert.
Ihre Musiktheaterproduktion The whole Truth about Lies (2024) thematisierte Populismus und Künstliche Intelligenz und wurde 2025 in der Shanghai Concert Hall gezeigt.
Neben ihrer Arbeit mit dem Ensemble unterrichtet Nicola Hümpel ihre Methode der „angeleiteten Improvisation“ an verschiedenen Ausbildungsinstitutionen im In- und Ausland, unter anderem an der Otto-Falckenberg-Schule in München (seit 2008), an der Bayerischen Theaterakademie August Everding, am Opernstudio Stuttgart und der Queen Elisabeth Music Chapel in Waterloo. Darüber hinaus ist sie wiederholt als Jurymitglied tätig, unter anderem für die Studienstiftung des deutschen Volkes im Bereich „Regie Musiktheater“.

## Inszenierungen
- 1996 Denkvorgang
- 1998 Ich war auch schon einmal in Amerika
- 1999 Lucky Days, Fremder!
- 2000 Eggs on Earth[5]
- 2001 Lilli in Putgarden
- 2002 Der Familienrat
- 2003 Kain, Wenn & Aber
- 2004 HELden & KleinMUT
- 2006 Wo Du nicht bist[6]
- 2007 Niels Arms and Songs
- 2008 Obwohl ich dich kenne
- 2009 Anæsthesia[7]
- 2009 Ombra & Luce
- 2010 Orlando
- 2011 Cantatatanz
- 2011 Petite messe solennelle[8][9][10][11]
- 2012 Angels’ Share
- 2012 Mahlermania
- 2013 Shakespeare's Sonnets – Hate me when thou wilt
- 2014 Die Befristeten
- 2015 Die Stunde da wir zu viel voneinander wussten[12]
- 2016 Reigen[13][14][15]
- 2017 Silent Songs into the wild[16][17]
- 2017 Im Gegensatz zu dir
- 2018 Muss es sein? Ja, es muss sein!
- 2018 Die Zukunft von gestern[18][19]
- 2019 Niemand stirbt in der Mitte seines Lebens[20]
- 2019 Verrat der Bilder[21][22]
- 2020 Der Barbier von Sevilla[23][24][25]
- 2020 FAITH TO FACE - Puccinis Suor Angelica[26][27][28]
- 2020 Force & Freedom[29][30][31]
- 2020 JETZT - Muss es sein? Es muss sein!
- 2021 Empathy for the Devil[32][33][34]
- 2022 Du musst Dein Leben rendern![35]
- 2022 Fleisch und Geist[36][37][38]
- 2023 Lost in Loops[39]
- 2023 Wasted Land[40][41]
- 2023 sweet surrogates[42]
- 2024 The whole Truth about Lies[43][44]
- 2024 Ein Volksbürger[45][46]
- 2024 POST. KAFKA[47]
- 2025 Quartett zum Quadrat[48]

Digitale-Formate
- 2020 Muss es sein? Es muss sein! Ein Krisentagebuch[49][50]
- 2021 PRESENT (6 Folgen)[51][52]
- 2021 Force & Freedom auf ARTE[53][54]
- 2022 Du musst Dein Leben rendern![55]
- 2023 Lost in Loops - Vermittlungsprojekt mit der SchuleEins Pankow[56]

Studentenprojekte an der Otto-Falckenberg-Schule
- 2008 Heavently Poison
- 2009 Bionade & Börsencrash
- 2010 Medienikonen & Testsieger
- 2013 OFS-Oderbruch
- 2018 Heaven in pity[57]

Studentenprojekte an der Theaterakademie August Everding
- 2015 Silent Songs Werkstatt

Mentorenschaft
- 2011 Sensibles Chaos – Hochschule der Künste Bern: Masterarbeit von Lisa Seidel-Kukuk
- 2014 Extended – Performing Arts Programm Berlin: Solo-Performance des israelischen Choreografen und Tänzers Michael Shapira

## Auszeichnungen und Nominierungen
- 2000 Nominierung Berliner Theatertreffen / „Eggs on Earth“
- 2000 Nominierung Friedrich-Luft-Preis / „Eggs on Earth“
- 2004 Nominierung Berliner Theatertreffen / „Kain, Wenn & Aber“
- 2007 Nominierung Berliner Theatertreffen / „Wo Du nicht bist“
- 2005 Bestes ausländisches Gastspiel, ital. Theaterjahrbuch Patalogo / „Der Familienrat“
- 2011 George-Tabori-Preis – Fonds für Darstellende Künste
- 2016 Konrad-Wolf-Preis – Akademie der Künste
- 2021 Nominierung Opus Klassik / „Force & Freedom“[58]
- 2025 Nominierung Berliner Theatertreffen / „Ein Volksbürger“[59]
- 2025 Nominierung Friedrich-Luft-Preis / „Ein Volksbürger“[59]